# NHK教育テレビ日曜朝7時台枠のアニメ
NHK教育テレビ日曜朝7時台枠のアニメは2010年4月4日から2021年3月28日までNHK Eテレで日曜7時台で放送されていたテレビアニメの作品一覧。

## 概要
NHK Eテレの日曜07:00-07:25に放送されているテレビアニメ枠。2016年度より日曜07:05-07:20に変更され、2018年度より日曜07:40-07:55に変更された。2021年度以降は『わしも WASIMO』と『オトッペ』が休止となった。そのため、2022年度前期までは他の時間帯を含めNHK Eテレの日曜朝アニメ番組の枠は特にない。

## 2010年度〜2015年度

### 日曜07時00分枠
- ザ・ペンギンズ from マダガスカル
  - 2010年04月04日 - 2010年09月26日 第1期 初放送
- ひつじのショーン
  - 2010年10月03日 - 2011年03月27日
- ザ・ペンギンズ from マダガスカル
  - 2011年04月03日 - 2011年09月04日 第2期 初放送
  - 2011年09月11日 - 2012年03月25日 再放送
- きかんしゃトーマス
  - 2012年04月08日 - 2016年04月03日

### 日曜07時20分枠
- プチプチ・アニメ
  - 2010年10月03日 - 2011年03月27日
- Minuscule ミニスキュル 〜小さなムシの物語〜
  - 2012年04月08日 - 2012年06月24日
- ひつじのショーン チャンピオンシープス
  - 2012年07月01日 - 2012年09月30日
- Minuscule ミニスキュル 〜小さなムシの物語〜
  - 2012年10月07日 - 2013年03月31日
- おしりかじり虫
  - 2013年04月07日 - 2016年04月03日

## 2016年度

### 日曜07時05分枠
- おしりかじり虫
  - 2016年04月010日 - 2017年04月02日

### 日曜07時10分枠
- わしも WASIMO
  - 2016年04月010日 - 2017年04月02日

## 2017年度

### 日曜07時05分枠
- わしも WASIMO
  - 2017年04月09日 - 2018年04月01日

### 日曜07時15分枠
- オトッペ
  - 2017年04月09日 - 2018年04月01日

## 2018年度〜2020年度

### 日曜07時40分枠
- オトッペ
  - 2018年04月08日 - 2021年  3月028日00

### 日曜07時55分枠
- わしも WASIMO
  - 2018年04月08日 - 2021年03月028日